# Career of Evil: The Metal Years
Career of Evil: The Metal Years è un album di raccolta del gruppo rock statunitense Blue Öyster Cult, pubblicato nel 1990. 
Il disco contiene sia brani registrati live che in studio.

## Tracce
1. Cities on Flame with Rock and Roll (Live) – 5:27
2. The Red and the Black (Live) – 4:31
3. Hot Rails to Hell (Live) – 5:04
4. Dominance and Submission (Live) – 5:49
5. 7 Screaming Diz-Busters (Live) – 8:59
6. ME 262 (Live) – 8:12
7. E.T.I. (Extra Terrestrial Intelligence) – 3:43
8. Beat 'Em Up – 3:22
9. Black Blade – 6:33
10. Harvester of Eyes – 4:40
11. Flaming Telepaths – 5:20
12. Godzilla (Live) – 7:49
13. (Don't Fear) The Reaper (Live) – 6:04